# بيت هايد
بيت هايد (بالإنجليزية: Pitt Hyde)‏ هو رائد أعمال أمريكي، ولد في 1942 في ممفيس في الولايات المتحدة.

## وصلات خارجية
- بيت هايد على موقع إن إن دي بي (الإنجليزية)